# Vicente Aleixandre
Vicente Pío Marcelino Cirilo Aleixandre y Merlo (Sevilla, Spanyolország, 1898. április 26. – Madrid, 1984. december 13.) spanyol költő az úgynevezett 27-es generációból. 1949. június 30-án akadémikussá választották: 1950. január 22-én foglalta el a Spanyol Királyi Akadémia „O” betűvel jelzett székét. 1933-ban Spanyol Nemzeti Irodalmi Díjat kapott La destrucción o el amor (1932–33) című művéért; 1949-ben Francisco Franco-díjat és 1963-ban Premio de la Crítica díjat kapott az En un vasto dominio című művéért; 1969-ben a Poemas de la consumaciónért, majd 1977-ben Irodalmi Nobel-díjat kapott a bizottság indoklása szerint "kreatív költői írásáért, mely rávilágít az ember helyzetére a kozmoszban és napjaink társadalmában, ugyanakkor azért, mert a spanyol költészeti tradíciók két világháború közti nagy megújulását reprezentálja."

## Életpályája
Polgári családban született; édesapja vasútmérnök volt. Gyermekkorát Málagában töltötte, ahol a későbbi íróval, Emilio Pradosszal osztozott tanulmányain. Ezután Madridba költözött, ahol jogot és kereskedelmet tanult. 1919-ben jogász képesítést, valamint üzleti biztos címet szerzett. 1920-tól 1922-ig a Kereskedelmi Iskola jogprofesszorként tevékenykedett.
1917-ben megismerte Dámaso Alonsót Las Navas del Marquésben, ahol nyaralt, s kapcsolatuk révén fedezte fel Rubén Daríót, Antonio Machadót és Juan Ramón Jiménezt. Így kezdődött a költészet iránti mély szenvedélye.
Egészsége 1922-ben kezdett megromlani. 1925-ben vesetuberkulózist állapítottak meg nála, amelynek következtében 1932-ben eltávolították az egyik veséjét. Első költeményeit a Revista del Occidente folyóiratban publikálta 1926-ban. Kapcsolatba lépett Luis Cernudával, Manuel Altolaguirrével, Rafael Albertivel, valamint García Lorcával. Élete során rejtette homoszexualitását. Az 1930-as években megismerkedett Andrés Aceróval, akivel erős szerelmi viszony vette kezdetét, amelynek azonban véget vetett Andrés Mexikóba való száműzetése a spanyol polgárháború után. Molina Foix szavaival: „Aleixandre nagyon szemérmes volt homoszexuális létét illetően a fájdalomért, amit okozhatott volna a családjának ezáltal, főleg lánytestvérének, de nekem azt mondta, hogy amikor meghal, nem fogja érdekelni, hogy megtudja az igazságot; úgy vélte, hogy ez nem volt semmilyen szégyenfolt”.
A spanyol polgárháború után nem ment száműzetésbe jobboldali nézetei ellenére sem, Spanyolországban tartózkodott és a fiatal költők egyik tanítójává vált.

## Költészete
Költészete számos korszakra osztható.
Tisztaköltészet. Első könyve, az Ámbito, amelyet 1924 és 1927 között készített és Málagában publikált 1928-ban, egy kezdő költő műve, aki még nem találta meg a saját szavát. A rövid, asszonáns verssorok dominálnak, valamint a Juan Ramón Jiménez-i és a guilléni tisztaköltészet esztétikája, ezen kívül az ultraista, valamint az aranykori klasszikus spanyol költészet visszhangjai, különösképpen Fray Luis de León és Góngora hatása.
Szürrealista költészet. A következő években 1928 és 1932 között gyökeres változás következett be költői koncepciójában. A szürrealizmus előharcosai (különösen Arthur Rimbaud és Lautréamont), valamint Freud által ihletve a prózai (Pasión de la Tierra, 1935) és a szabadvers (Espadas como labios, 1932; La destrucción o el amor, 1935; Sombra del Paraíso, 1944) kifejezési módozatokat veszi fel. E verseskönyvek esztétikája irracionalista, s kifejezésmódja az automatikus íráshoz közelít, bár anélkül, hogy elfogadná ezt alapigazságként. A költő a szerelmet ünnepli mint irányíthatatlan természetes erőt, amely áttöri az emberi lét összes korlátját, és bírálja a szokásokat, amelyekkel a társadalom próbálja megkaparintani azt.
Emberközpontú költészet. A háborút követően a művészete megváltozik az uralkodó társadalmi költészet előítéleteinek irányába. Szolidáris helyzetből előveszi az átlagember életét, szenvedéseit és ábrándjait. A stílusa egyszerűbbé és érthetőbbé válik. Két alapvető könyv származik ebből az időszakból: Historia del corazón (1954) és az En un vasto dominio (1962).
Öregkori költészet. Utolsó könyveiben (Poemas de la consumación, 1968 és Diálogos del conocimiento, 1974) a költő stílusa ismét fordulatot vesz. Az öregkor megtapasztalása és a halál közelsége az ifjú irracionalizmushoz téríti vissza őt, bár felettébb megtisztított és derűs módozatban. Az előző két címhez még hozzá lehetne adni egy harmadikat is, a már halála után, 1991-ben kiadott En gran noche címűt, amely hasonló természetű az első kettőhöz.

## Próza
Bár kevésbé ismert, Aleixandre szintén írt prózát is, bár amilyen rövidek voltak ezek a művek, annál inkább érdekesek. Idetartoznak a Vida del poeta: el amor y la poesía (belépőbeszéde a Spanyol Királyi Akadémián, 1950), Algunos caracteres de la nueva poesía española (1955) és mindenekelőtt a Los encuentros (1958, 39 spanyol író rövid életrajza, amely végül bővült ötvenkettőre). Nemrégiben adtak ki egy kimerítő válogatást műveiből (Prosas completas, Visor, Madrid, 2002).

## Könyvei
- Ámbito, Málaga (6.º Suplemento de Litoral), 1928
- Espadas como labios, Madrid, Espasa-Calpe, 1932
- La destrucción o el amor, M., Signo, 1935 (Premio Nacional de Literatura, 1933)
- Pasión de la tierra, Mexikó, Fábula, 1935 (2ª edición aumentada: Madrid, Adonais, 1946)
- Sombra del Paraíso, M., Adán, 1944
- En la muerte de Miguel Hernández, Zaragoza, Cuaderno de las Horas Situadas, 1948
- Mundo a solas, M., Clan, 1950
- Poemas paradisiacos, Málaga, El Arroyo de los Ángeles, 1952
- Nacimiento último, M., Ínsula, 1953
- Historia del corazón, M., Espasa-Calpe, 1954
- Ciudad del Paraíso, Málaga, Dardo, 1960
- Poesías completas, M., Aguilar, 1960
- En un vasto dominio, M., Revista de Occidente, 1962 (Premio de la Crítica)
- Retratos con nombre, B., Col. El Bardo, 1965
- Obras completas, M., Aguilar, 1968 (2º edición aumentada: 1977)
- Poemas de la consumación, B., Plaza y Janés, 1968 (Premio de la Crítica)
- Poesía surrealista. Antología, B., Barral, 1971
- Sonido de la guerra, Valencia, Hontanar, 1971
- Diálogos del conocimiento, B., Plaza y Janés, 1974
- Tres poemas seudónimos, Málaga, Col. Juan de Yepes, 1984
- Nuevos poemas varios, B., Plaza y Janés, 1987
- En gran noche. Últimos poemas, B., Seix Barral, 1991
- Álbum. Versos de juventud (con Dámaso Alonso y otros), B., Tusquets, 1993 (Edic. de Alejandro Duque Amusco y María-Jesús Velo)
- Poesías completas, M., Visor/Comunidad de Madrid/Ayuntamiento de Málaga, 2001 (Edic. de Alejandro Duque Amusco)
- Prosas completas, M., Visor/Comunidad de Madrid/Ayuntamiento de Málaga, 2002 (Edic. de Alejandro Duque Amusco)

## Publicisztika
- Encuentros (Revista de Occidente, 1963. június)

## Magyarul megjelent művei
- Testedből számkivetve; ford. Orbán Ottó, Tornai József, utószó Orbán Ottó, vál. András László; Európa, Bp., 1979 (Napjaink költészete)